# Amplificatore logaritmico
Un amplificatore logaritmico è un amplificatore in cui la tensione di uscita {\displaystyle V_{\text{out}}}è  {\displaystyle K}volte il logaritmo naturale del segnale in ingresso {\displaystyle V_{\text{in}}}. Questo può essere espresso come:
{\displaystyle V_{\text{out}}=K\ln \left({\frac {V_{\text{in}}}{V_{\text{ref}}}}\right)}
dove {\displaystyle V_{\text{ref}}} è la costante di normalizzazione espressa in volt e {\displaystyle K}è il fattore di scala.
L'amplificatore logaritmico restituisce un segnale di uscita che è proporzionale al logaritmo della tensione applicata all'ingresso. In particolare, una configurazione di questo tipo permette di comprimere la dinamica di un segnale. Per progettare un amplificatore logaritmico solitamente si utilizzano amplificatori operazionali ad alte prestazioni, come LM1458, LM771, LM714 e un amplificatore logaritmico compensato potrebbe includerne anche più di uno.

## Applicazioni degli amplificatori logaritmici
Gli amplificatori logaritmici sono utilizzati in vari modi, ad esempio:
- per eseguire operazioni matematiche come moltiplicazione, divisione ed esponenziazione;
- per calcolare il valore in decibel di una quantità data;
- come convertitore a vero valore efficace.

## Svantaggi della configurazione base dell'amplificatore logaritmico
La corrente di saturazione inversa nel diodo cambia con la temperatura. Infatti questa raddoppia per ogni aumento di 10 °C. Allo stesso modo la corrente di saturazione dell'emettitore varia significativamente da un transistor all'altro e anche con la temperatura. Per questi motivi è molto difficile impostare la tensione di riferimento per il circuito.

## Configurazione base dell'amplificatore logaritmico

Circuito equivalente della configurazione base dell'amplificatore logaritmico

La relazione tra la tensione di ingresso {\displaystyle V_{\text{in}}}e quella di uscita {\displaystyle V_{\text{out}}} è definita da:
{\displaystyle V_{\text{out}}=-V_{\text{T}}\ln \left({\frac {V_{\text{in}}}{I_{\text{S}}\,R}}\right)}
dove {\displaystyle I_{S}} e {\displaystyle V_{\text{T}}} sono rispettivamente la corrente di saturazione e la tensione termica del diodo.

## Configurazione a transdiodo

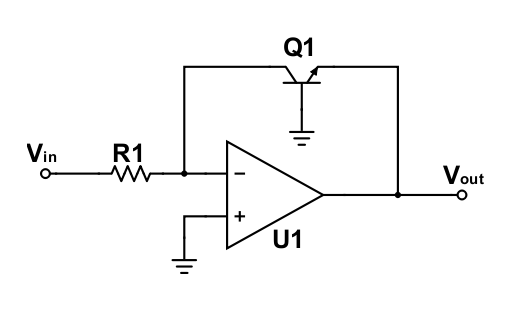
Configurazione a transdiodo con un transistor BJT connesso nell'anello di retroazione negativa.

Una condizione necessaria per il funzionamento di un amplificatore logaritmico è che la tensione in ingresso {\displaystyle V_{\text{in}}}sia sempre positiva. Tale condizione può essere soddisfatta utilizzando un raddrizzatore e un filtro in cascata in modo tale da trattare opportunamente il segnale in ingresso prima di applicarlo all'amplificatore logaritmico. Avendo {\displaystyle V_{\text{in}}}positivo, {\displaystyle V_{\text{out}}}è obbligato ad essere negativo (dal momento che l'amplificatore operazionale è nella configurazione invertente) ed è sufficientemente grande per polarizzare direttamente la giunzione emettitore-base del BJT e mantenendola nella sua modalità attiva di funzionamento. Si ha:
{\displaystyle {\begin{aligned}V_{\text{BE}}&=-V_{\text{out}}\end{aligned}}}
{\displaystyle {\begin{aligned}I_{\text{C}}&=I_{\text{SO}}\left(e^{\frac {V_{\text{BE}}}{V_{\text{T}}}}-1\right)\approx I_{\text{SO}}e^{\frac {V_{\text{BE}}}{V_{\text{T}}}}\\\end{aligned}}}
{\displaystyle {\begin{aligned}\Rightarrow V_{\text{BE}}&=V_{\text{T}}\ln \left({\frac {I_{\text{C}}}{I_{\text{SO}}}}\right)\end{aligned}}}
dove {\displaystyle I_{\text{SO}}\,}è la corrente di saturazione del diodo emettitore-base e {\displaystyle V_{\text{T}}\,}è la tensione termica. Grazie alla massa virtuale all'ingresso differenziale dell'operazionale:
{\displaystyle I_{\text{C}}={\frac {V_{\text{in}}}{R_{1}}}}
{\displaystyle V_{\text{out}}=-V_{\text{T}}\ln \left({\frac {V_{\text{in}}}{I_{\text{SO}}R_{1}}}\right)}
Il segnale in uscita è espresso come il logaritmo naturale della tensione di ingresso a meno di una costante moltiplicativa, {\displaystyle V_{\text{T}}\,}. Sia la corrente di saturazione {\displaystyle I_{\text{SO}}\,}che la tensione termica {\displaystyle V_{\text{T}}\,}sono dipendenti dalla temperatura e, per questo, a volte sono necessari circuiti di compensazione termica per ottenere un funzionamento stabile.